# 방첩
방첩(防諜, 영어: counter-intelligence)은 첩보 전쟁에서 적의 스파이 활동에 대항하거나 그것을 무력화하는 것이다.

## 같이 보기
- 비정규전